# Wola Przerębska
Wola Przerębska (prononciation [ˈvɔla pʂɛˈrɛmpska]) est un village de la gmina de Masłowice, du powiat de Radomsko, dans la voïvodie de Łódź, situé dans le centre de la Pologne.
Il se situe à environ 22 kilomètres (km) au nord-est de Radomsko (siège du powiat) et 73kilomètres au sud de la capitale régionale Łódź (capitale de la voïvodie).

## Administration
De 1975 à 1998, le village était attaché administrativement à l'ancienne voïvodie de Piotrków.

Depuis 1999, il fait partie de la nouvelle voïvodie de Łódź.